# Clarence Roderic Allen
Clarence Roderic Allen (* 15. Februar 1925 in Palo Alto; † 21. Januar 2021) war ein amerikanischer Geophysiker und Seismologe.

## Leben
Clarence R. Allen begann 1942 ein Studium am Reed College, das er von 1943 bis 1946 unterbrach, um im US Army Air Corps zu dienen. 1949 erreichte er den Bachelortitel in Physik. Anschließend studierte er weiter am California Institute of Technology, wo er 1951 Master wurde und 1954 den Doktorgrad erreichte. Nach einem Jahr als Assistant Professor an der University of Minnesota begann Allen am California Institute of Technology zu arbeiten. Dort wurde er 1959 Associate Professor und 1964 Full Professor. Von 1965 bis 1967 wirkte er auch als interimistischer Direktor des seismologischen Versuchsanstalt der Universität. Er trat 1990 in den Ruhestand.
Allen erlangte vor allem Bekanntheit durch seine Forschungsbeiträge zur Seismizität und über Verschiebungen an Verwerfung in Erdbebenregionen.
Er war Präsident der Geological Society of America und der Seismological Society of America. Außerdem war er Mitglied zahlreicher weiterer Fachverbände wie der American Association for the Advancement of Science und der American Geophysical Union. Er wurde in die National Academy of Sciences, die National Academy of Engineering und die American Academy of Arts and Sciences aufgenommen. 1996 verlieh ihm die Seismological Society of America die Harry-Fielding-Reid-Medaille.

## Publikationen (Auswahl)
- gemeinsam mit Robert S. Yeats, Kerry E. Sieh: The Geology of Earthquakes. Oxford University Press, Oxford/New York 1997, ISBN 0-19-507827-6.
- gemeinsam mit James H. Whitcomb: Southern California Seismic Arrays. California Institute of Technology, Pasadena 1977.
- gemeinsam mit James A. Hileman, John M. Nordquist: Seismicity of the Southern California Region 1 Jan. 1932 to 31 Dec. 1972. Seismological Laboratory, California Institute of Technology, Pasadena 1973.
- Earthquakes and Mountains around the Pacific. California Institute of Technology, Pasadena 1963.

## Belege
1. ↑  Robert Perkins: Clarence Allen, 1925–2021 . In: caltech.edu. 22. Januar 2021, abgerufen am 23. Januar 2021 (englisch).

| Personendaten    | Personendaten                             |
| ---------------- | ----------------------------------------- |
| NAME             | Allen, Clarence Roderic                   |
| KURZBESCHREIBUNG | amerikanischer Geophysiker und Seismologe |
| GEBURTSDATUM     | 15. Februar 1925                          |
| GEBURTSORT       | Palo Alto                                 |
| STERBEDATUM      | 21. Januar 2021                           |